# Сьерра-Невада-де-Лагунас-Бравас
Сьерра-Невада-де-Лагунас-Бравас (исп. Sierra Nevada de Lagunas Bravas) — крупный игнимбритовый комплекс вулканических куполов на границе Аргентины (провинция Катамарка) и Чили (область Атакама) в отдалённой части Центральных Анд. Здесь находится гора высотой 6173 метров — 50-я по высоте вершина Анд, 9-й по высоте вулкан Чили и 7-й по высоте вулкан Аргентины. Сайт Andes.org.uk сообщает о высшей точке комплекса 6140 м. Одна из высших точек комплекса, Кумбре-дель-Лаудо (6122 м), впервые была покорена в декабре 2000 года группой американских альпинистов под руководством Роберта Айерса. Комплекс занимает площадь 225 км² содержит минимум 14 стратовулканов, диаметр кратеров которых достигает 400 метров. Снеговая линия находится на отметке 6103 метра.